# 交詢社
一般財団法人交詢社（こうじゅんしゃ）は、日本の一般財団法人。福澤諭吉を中心に設立された日本最初の社交クラブである。

## 概要
1880年（明治13年）に福澤諭吉が提唱し、結成された日本最初の実業家社交クラブである。福澤が神戸の都市開発・教育に尽力した時、交詢社兵庫支社も設けられている。名称は「知識ヲ交換シ世務ヲ諮詢スル」に由来する。慶應義塾の同窓会メンバーを中心として社則を草案し、林金兵衛が構想に関わり、宇都宮三郎から煉瓦家屋を譲り受け、同年1月25日に青松寺（東京芝区愛宕下）で交詢社の発会式が行われ、24名が常議員となった（→#発足時の常議員）。
慶應義塾出身者が中心であるが、一般の加入者もあった。1912年（大正元年）に財団法人化されており、正式名称は財団法人交詢社。入社には社員2名の推薦を必要とし、入社審査を通過する必要がある。
のち法人制度改革により一般財団法人に改組。

## 活動

### 政治的運動
自由民権運動が盛り上がった明治時代、憲法制定が課題になると、憲法案を発表した（交詢社憲法、私擬憲法の一つ）。また、第3次桂太郎内閣に対抗する護憲運動の拠点になったことでも知られる（大正政変）。

### 出版事業
紳士録『日本紳士録』を発行していた。
1889年（明治22年）から隔年で交詢社（1971年以降は交詢社出版局）が編纂しており、各界で活躍する人物を紹介していた。明治期の発刊当初は高額納税者を掲載していた。古来より結びつきが深かった住友銀行と三井銀行が広告を出稿していた。また、天皇、皇后をはじめ秋篠宮家、常陸宮家、三笠宮家、寬仁親王家、桂宮家、高円宮家など皇族も収録されている。また、本人の同意があれば経歴だけでなく、系譜、係累、現住所電話番号なども掲載された。2007年（平成19年）4月に刊行された第80版で休刊した。
主要な出版物
「日本紳士録」以外のもの。
- 「交詢雑誌」（1880年 - 1897年）
- 「日本会社録」（1960年 - ）

## 建築
銀座6丁目にクラブの本拠として交詢ビルディングを所有しており、「交詢社通り」という地名にもなっている。関東大震災で被災した後、1929年（昭和4年）に建てられた歴史的建造物であったが、2004年（平成16年）に建て替えられた。新しいビルは地上10階で、バーニーズ・ニューヨークや中華・広東料理の『赤坂璃宮』をはじめとする飲食店がテナントとして入る。ファサード保存によって以前の建築の一部が保存されている。

## 発足時の常議員
| - 福沢諭吉 - 栗本鋤雲 - 石黒忠徳 - 林正明 - 小幡篤次郎 - 箕作秋坪 | - 中上川彦次郎 - 朝吹英二 - 西周 - 菊池大麓 - 由利公正 - 肥田浜五郎 | - 早矢仕有的 - 江木高遠 - 荘田平五郎 - 小野梓 - 藤田茂吉 - 小泉信吉 | - 箕浦勝人 - 岩崎小二郎 - 矢野文雄 - 馬場辰猪 - 熊谷武五郎 - 吉原重俊 |

### かつての主な会員
- 緒方竹虎
- 井上篤太郎[5]

## ギャラリー

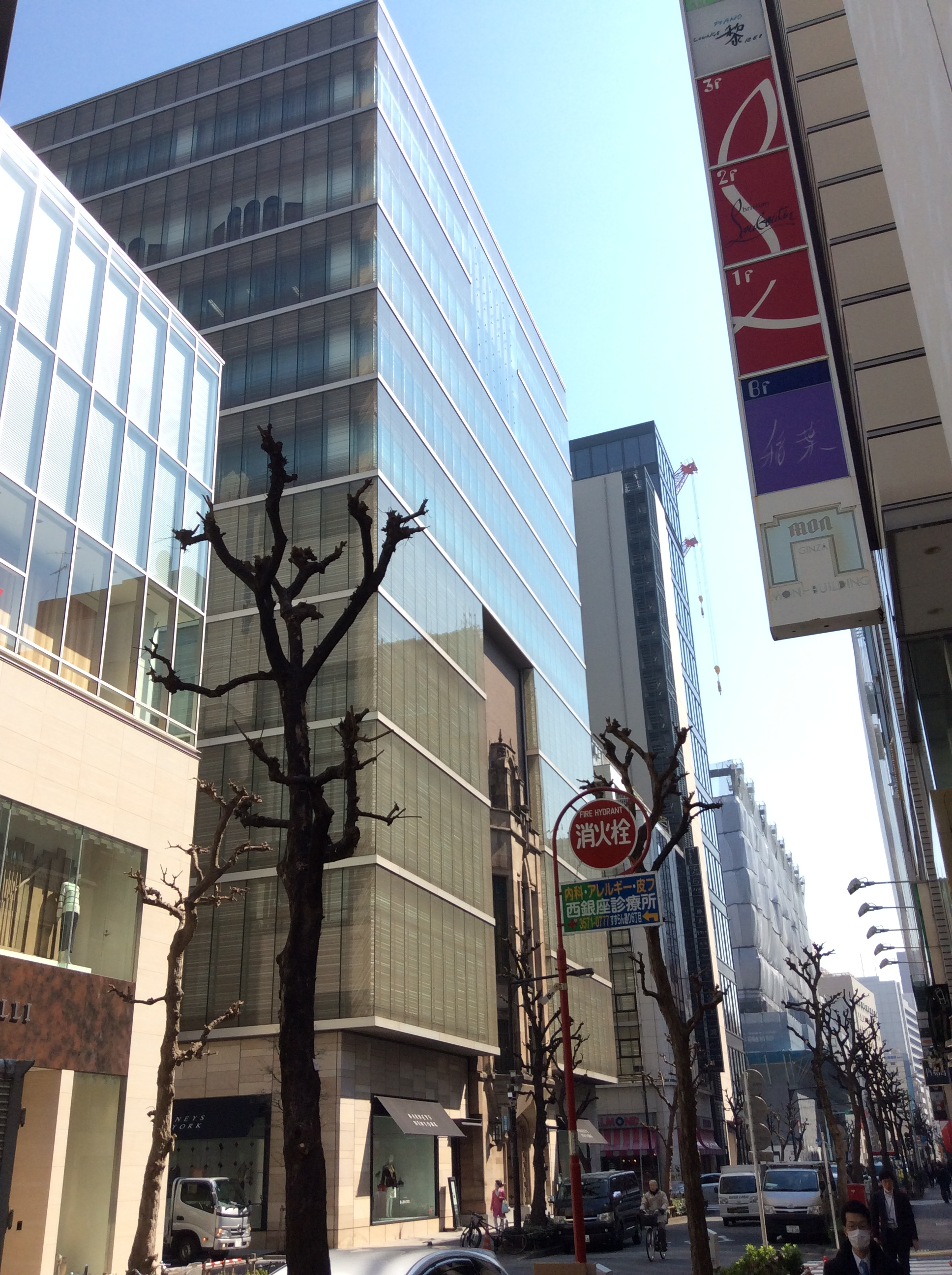
西側から外観を見る（2016年3月3日撮影）
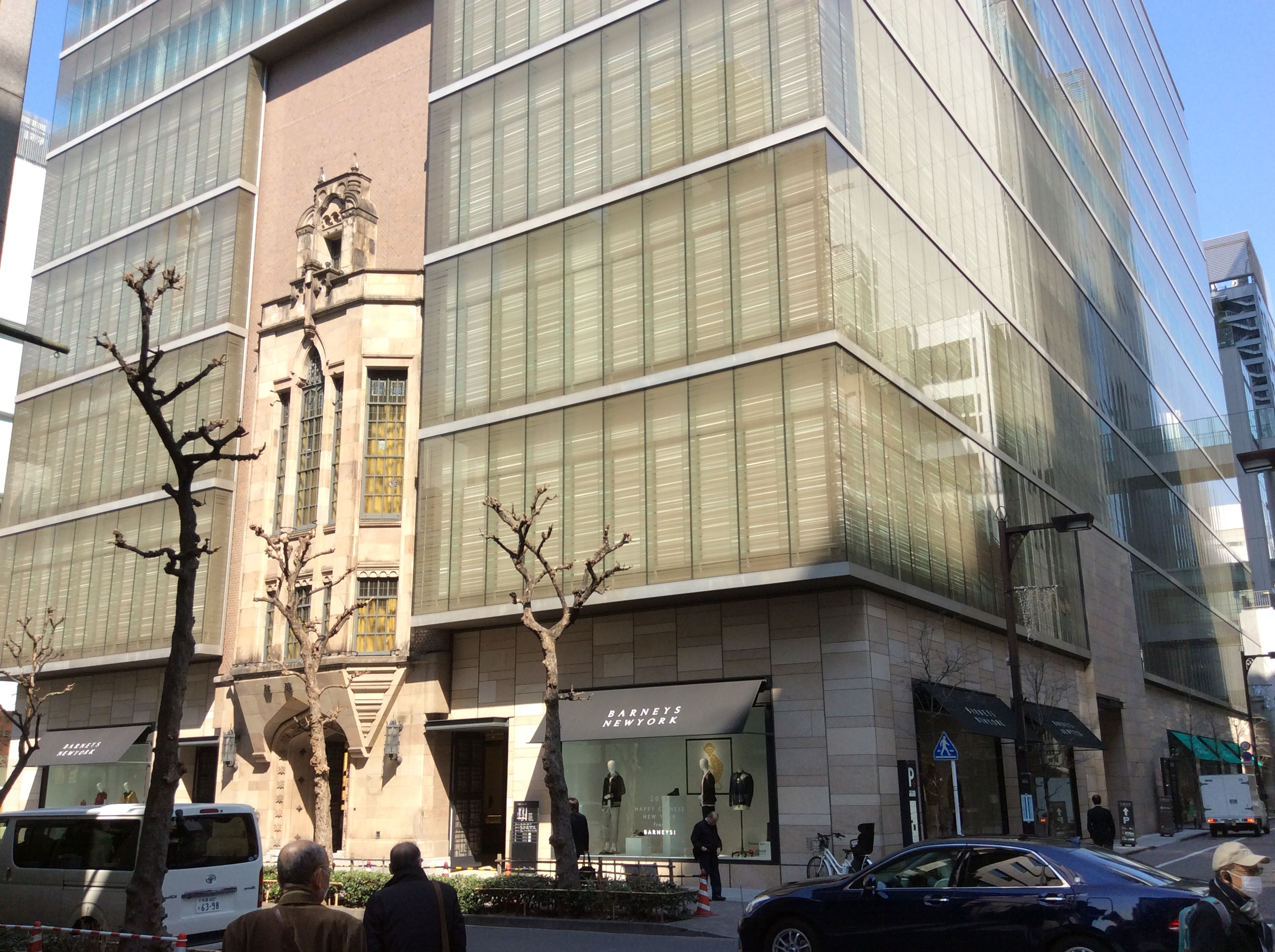
外観の1階周りを見る（2016年3月3日撮影）
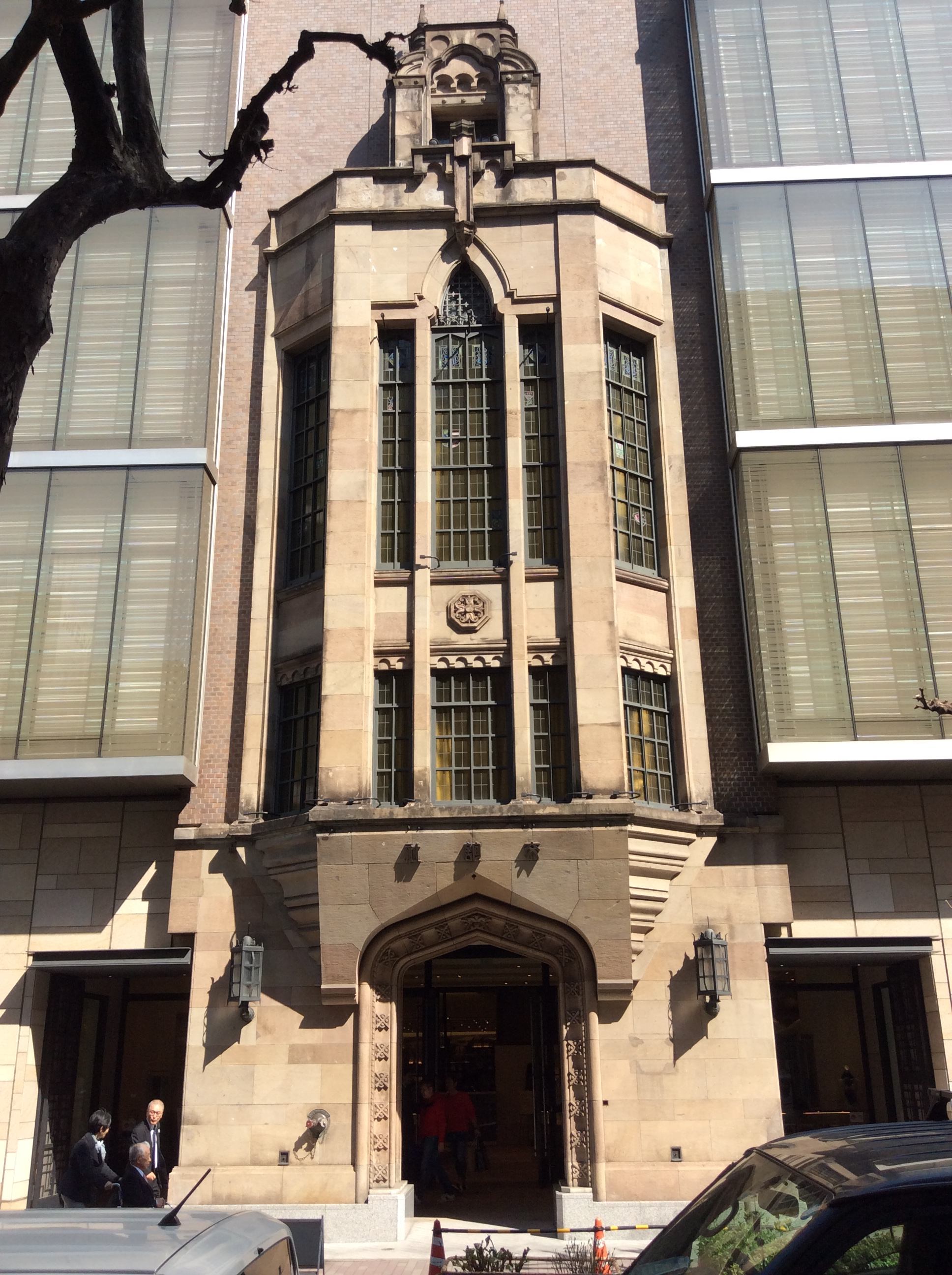
旧建物の保存部分を見る（2016年3月3日撮影）